# 黑秆蹄盖蕨
黑秆蹄盖蕨（学名：Athyrium wallichianum）为蹄盖蕨科蹄盖蕨属下的一个种。

## 扩展阅读
- 維基物種上的相關：黑秆蹄盖蕨